# Wim van den Brink
 (décembre 2024).
 (décembre 2024).
Pour les articles homonymes, voir Brink (homonymie).
Wim van den Brink (né en 1952) est professeur de psychiatrie et de toxicomanie au Academic Medical Center de l'Université d'Amsterdam. Il est également directeur de l'Institut d'Amsterdam pour la recherche sur la toxicomanie (AIAR) et directeur scientifique du Comité national pour le traitement de dépendance à l'héroïne (CCBH) à Utrecht, aux Pays-Bas.
Il est président du comité du programme scientifique des 26e, 27e et 28e congrès de l'ECNP, la plus grande réunion d'Europe en neurosciences appliquées et translationnelles.

## Carrière

### Domaine de recherche / intérêts
Le Dr Van Den Brink est l'un des experts reconnus dans le monde en neurobiologie et en traitement médicamenteux de la toxicomanie. Ses travaux portent non seulement sur la recherche neurobiologique et le développement de traitements de la toxicomanie, mais également sur la mise en œuvre de traitements au niveau des services de santé.

### Contributions notables à la recherche
Van den Brink est reconnu comme le premier à tester et à mettre en œuvre un traitement assisté par héroïne (THA) et une stimulation cérébrale profonde (SCP) chez les patients dépendants de l'héroïne.

### Prix
Van den Brink a remporté les prix suivants pour son travail :
- Prix Marie Curie pour la neuro-imagerie de la neurotoxicité de l'ecstasy (2003),
- Prix scientifique de l'Association des psychiatres des Pays-Bas (2005),
- Prix de publication du journal néerlandais de psychiatrie (2008),
- Pieter Baan Lecture Prix scientifique de l'Association des psychiatres des Pays-Bas (2014).

### Nominations actuelles et antérieures
Le Dr Van Den Brink est actuellement professeur de psychiatrie et de toxicomanie au centre médical universitaire de l'université d'Amsterdam. Il est également directeur de l'Institut d' Amsterdam pour la recherche sur la toxicomanie (AIAR) et directeur scientifique du Comité national pour le traitement de dépendance à l'héroïne (CCBH) à Utrecht, aux Pays-Bas.
Van den Brink était professeur adjoint de psychiatrie et de toxicomanie au centre médical universitaire de Groningue, aux Pays-Bas, où il était également chercheur principal et résident en psychiatrie. Il a également complété une bourse en épidémiologie psychiatrique à la Columbia University à New York.

### Positions de confiance et évaluations de la recherche
M.Van Den Brink est président du comité du programme scientifique des 26e, 27e et 28e congrès de l'ECNP. Il est membre du Collège européen de neuropsychopharmacologie (ECNP) depuis 2003 et membre du comité exécutif depuis 2010.
Van den Brink est membre du conseil consultatif scientifique de l'Institut suisse de recherche sur la santé publique et les toxicomanies. Il est membre du conseil consultatif international de la European Graduate School in Addiction Research. Il est président de la collaboration internationale sur le TDAH et la toxicomanie (ICASA).
Il est membre de nombreux comités de rédaction, notamment Sucht, Addiction Biology, Journal international des méthodes de recherche en psychiatrie et Mind and Brain. Il est éditeur de European Addiction Research. Il fait partie du comité consultatif de rédaction de Current Abus Drug Abuse Reviews et du conseiller méthodologique du Netherlands Journal of Psychiatry.
Van den Brink a publié de nombreux articles et a (co) rédigé plus de 300 articles évalués par des pairs.